# 清水新也
清水 新也（しみず しんや、1992年11月19日 - ）は、トップイーストリーグDiv.1横河武蔵野アトラスターズに所属するラグビーユニオン選手。

## プロフィール
- 東京都出身。
- ポジションはフッカー(HO)。
- 身長 176cm、体重 99kg
- ニックネームはシンヤ。
- U17日本代表に選ばれたことがある[1]。

## 略歴
ラグビーは青山学院初等部3年生の時、クラブ活動で開始。
2011年、仙台育英高校卒業後、早稲田大学に入る。なお仙台育英高校時代、高校日本代表候補に選ばれたことがある。
2015年、早稲田大学卒業後、キヤノンイーグルスに加入。
2016年8月27日に行われたジャパンラグビートップリーグ第1節のコカ・コーラレッドスパークス戦に途中出場で公式戦初出場を果たす。 
2019年、横河武蔵野アトラスターズに加入。